# تلقيح (أحياء)
الإمناء أو التلقيح، أو التحبيل أو التخصيب  (بالإنجليزية:Insemination) هو إدخال الحيوانات المنوية في الجهاز التناسلي للأنثى لغرض إخصاب الأنثى أو تخصيبها للتكاثر الجنسي. يتم إدخال الحيوانات المنوية في رحم حيوان ثديي أو قناة البيض لحيوان بيوض (البويضات). في الثدييات، يحدث التلقيح عادةً أثناء الجماع أو الجماع، ولكن يمكن أن يحدث التلقيح بطرق أخرى، مثل التلقيح الاصطناعي.
في البشر، يكون لفعل التلقيح وشكله آثار قانونية وأخلاقية وشخصية. ومع ذلك، سواء تم التلقيح بشكل طبيعي أو بوسائل اصطناعية، فإن الحمل والتقدم فيه سيكونان متماثلين. يمكن استدعاء التلقيح في الجسم الحي (in vivo fertilisation) (من داخل الجسم يعني «داخل الكائن الحي») لأن البويضة يتم تخصيبها داخل الجسم، وهذا يتناقض مع الإخصاب في المختبر (in vitro fertilisation) اختصارًا (IVF).
في النباتات، تُعرف عملية الإخصاب بالتأبير (pollination)، وهي عملية نقل حبوب اللقاح من المتك (المثبر أو المئبر)  وهو العضو الذكري في النبات إلى الميسم من النباتات الأخرى، والميسم هو العضو التناسلي الانثوي في النبات.

## التلقيح الطبيعي
يُشار إلى تلقيح المرأة عن طريق الاتصال الجنسي باسم «التلقيح الطبيعي» (أي التلقيح بالوسائل الطبيعية) ("natural insemination" واختصارًا (NI)). يتضمن التلقيح الطبيعي القذف أثناء اختراق القضيب للمهبل،  مع انتصاب القضيب في عمق المهبل المزلّق (مهبل بافرازات انثوية). في حالة الحاجة إلى استخدام مادة تزليق اصطناعية، يجب الحرص على أنها لا تحتوي على خصائص قاتلة للحيوانات المنوية. أثناء القذف، يتم طرد السائل المنوي، الذي يحتوي على الأمشاج الذكرية (الجاميتات الذكرية) المعروفة باسم الحيوانات المنوية، عبر القضيب إلى البيئة الرطبة والدافئة في الجهاز التناسلي للأنثى. في البشر، عادةً ما يُقذف السائل المنوي في القبو المهبلي الخلفي (posterior vaginal fornix) بالتلامس المباشر مع مخاط عنق الرحم،  على الرغم من أن الحيوانات المنوية قد تسبح من مناطق أخرى من المهبل أو الفرج إلى عنق الرحم. يبلغ متوسط حجم السائل المنوي الناتج عند القذف من 2 إلى 5 مل (حوالي 1 ملعقة صغيرة)،  تحتوي على ما معدله 182 مليون حيوان منوي. تصل نسبة صغيرة فقط من الحيوانات المنوية في كل قذف إلى موقع الإخصاب في قناتي فالوب، وتتناقص أعدادها أضعافًا مضاعفة مع تقدمها عبر القناة التناسلية الأنثوية. تموت غالبية الحيوانات المنوية إما في البيئة الحمضية للمهبل أو تقطر مع السائل المنوي. قبل الإباضة، يصبح مخاط عنق الرحم أرق وأكثر ملاءمة للحيوانات المنوية. تسبح الحيوانات المنوية بسرعة في الرحم عند مواجهة مخاط عنق الرحم، على الرغم من ضياع العديد منها في خبايا عنق الرحم حيث تموت أو تتأخر. يحدث المزيد من الاستنزاف في الرحم، حيث يهاجم جهاز المناعة الأنثوي الحيوانات المنوية. يصل حوالي 100-1000 حيوان منوي فقط إلى قناتي فالوب،  حيث يمكنهم البقاء على قيد الحياة لمدة تصل إلى 6 أيام. إذا حدثت الإباضة وواجهت الحيوانات المنوية بويضة في قناة فالوب، فقد يحدث الإخصاب.
يمكن أيضًا تلقيح المرأة بشكل طبيعي أثناء الجماع بين القضيب والمهبل من أجل المتعة دون أي نية للحمل. قد يكون هذا غير مقصود نتيجة لفشل حاجز أو الطرق السلوكية المتبعة لمنع الحمل، أو قد يكون متعمدًا إذا كان الاعتماد على وسائل منع الحمل الأنثوية أو غير مبال بإمكانية الحمل. في معظم الثقافات، يخضع التلقيح من قبل الذكر عن طريق الاتصال الجنسي، سواء كان زوج المرأة، أو شريكًا جنسيًا أم لا، للمحرمات الاجتماعية والجنسية، وله آثار قانونية وأخلاقية وشخصية.

## التلقيح الاصطناعي

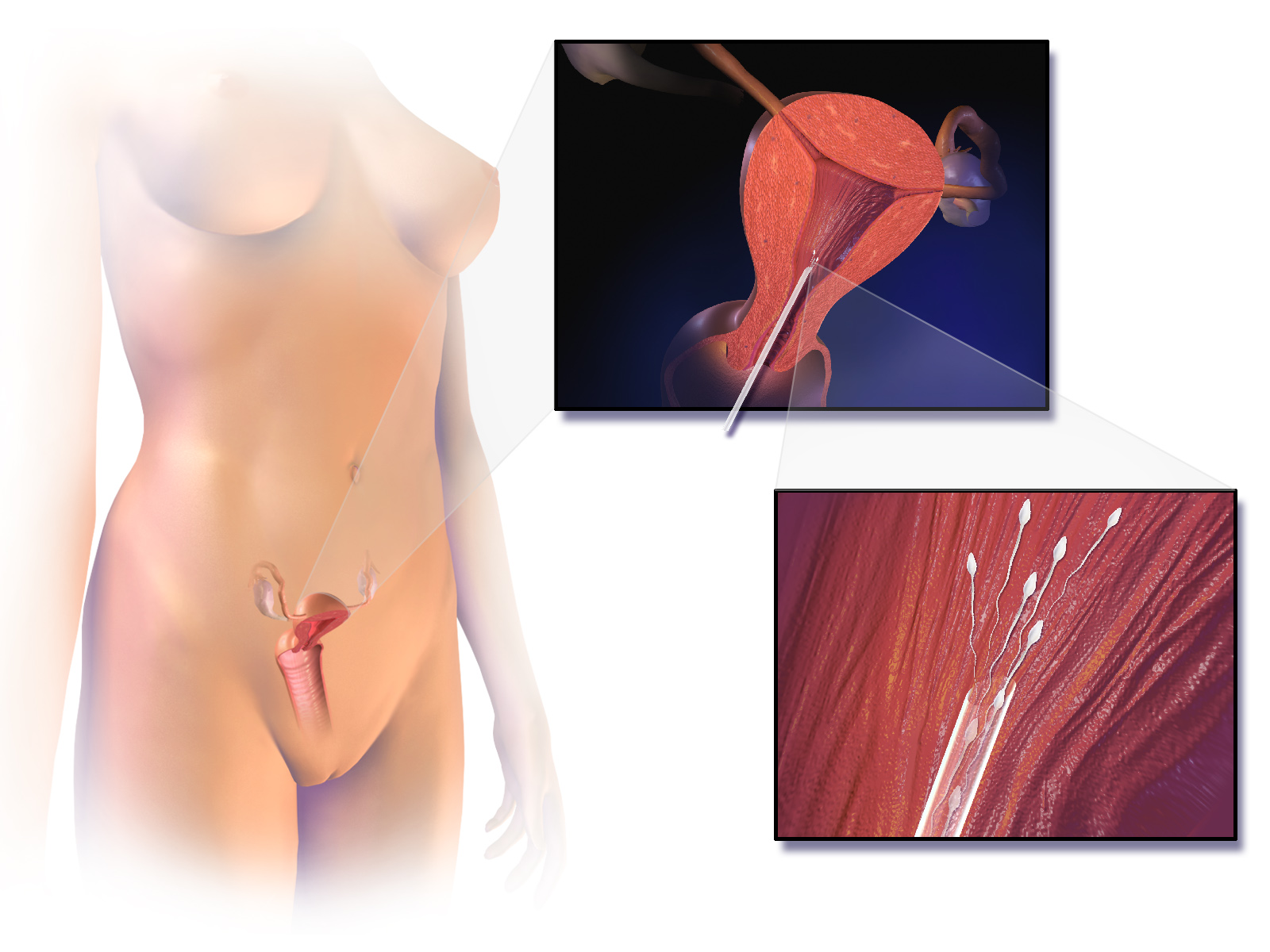
التلقيح الاصطناعي

## روابط خارجية
- صور تلقيح نحل العسل

قالب:Human sexuality